# Claes Palmkvist
Claes Palmkvist, född 1948, är en svensk musiker (gitarr, trumpet, fiol). 
Palmkvist har varit medlem i Contact, Röda Lacket, Vargen och därefter, mellan åren 1979 och 1984, i Hansson de Wolfe United. Han har även samarbetat med bland andra Lasse Johansson, Nannie Porres och Rolf Wikström samt grupperna Samla Mammas Manna och Änglabarn.
Palmkvist har även, i likhet med musikerkollegan Lorne de Wolfe, varit verksam inom reklambranschen och har tillsammans med George Strachal skrivit böckerna Manipulation: debatten om genetisk ingenjörskonst (1977, ISBN 91-38-03401-8) och  Inte bara fågelinfluensa: en bok om smittor (2007, ISBN 978-91-534-2875-6). 

## Diskografi
- 1976: Samla Mammas Manna - Snorungarnas symfoni
- 1979: Hansson de Wolfe United - Iskalla Killen (Full Av Mänsklig Värme)
- 1981: Hansson de Wolfe United - Existens Maximum
- 1982: Hansson de Wolfe United - Yes Box Allright
- 1984: Hansson de Wolfe United - Container

March & two-step
EFG 501 5110 1974
Röda Lacket
EFG 501 2087 1974